# Socorro Bonilla
Socorro Bonilla  (Camargo, Chihuahua, 8 de julio de 1949) es una primera actriz mexicana conocida por su extensa carrera en las telenovelas.

## Biografía
Socorro estuvo casada con el actor Héctor Bonilla, con el que tuvo a su hijo Sergio y también a su hija Leonor. Su matrimonio terminó en divorcio y ella tuvo que concentrarse en su carrera como actriz y como madre. Es hermana del director Gonzalo Martínez Ortega y de las actrices Alma Delfina y Evangelina Martínez. Es tía de los también actores Evangelina Sosa, Roberto Sosa y Mario Iván Martínez. Sus hijos Leonor y Sergio también son actores.
Ha actuado en diversas telenovelas, entre las que figuran están: El hogar que yo robé (1981), Sí, mi amor (1984), Cicatrices del alma (1986), Mi pequeña Soledad (1990), Carrusel de las Américas (1992), El vuelo del águila (1994), Marisol (1996), Pueblo chico, infierno grande (1997), entre otras. En cine participó en cintas como: Pedro Navaja (1984), El hombre de la mandolina (1985), El hijo de Pedro Navaja (1986), Anoche soñé contigo (1992) y La vida conyugal (1993) por la que fue nominada al Ariel en la categoría de Mejor coactuación femenina.

## Telenovelas
- Tu vida es mi vida (2024) .. . Blanca
- Fuego ardiente (2021) ... Socorro[1]
- Quererlo todo (2020-2021) ... Norma
- Ringo (2019) ... Armina Godoy
- Y mañana será otro día (2018) ... Isabela "Chabe" Castelar
- Mi adorable maldición (2017) ... Macrina Romero Villana
- A que no me dejas (2015-2016) .... Micaela López
- La gata (2014) .... Mercedes Reyes "Doña Meche"
- Un refugio para el amor (2012) .... Magdalena "Magda" Ramos
- Una familia con suerte (2011-2012)
- Para volver a amar (2010-2011) .... Ofelia
- Querida enemiga (2008) .... Zulema de Armendáriz
- Muchachitas como tú (2007) .... Esther Cervantes de Olivares #2
- Amar sin límites (2006-2007) .... Gloria Provenzano
- Las dos caras de Ana (2006-2007) .... Julia Vivanco
- Apuesta por un amor (2004-2005) .... Lázara Jiménez ⸸ Villana Principal
- Mariana de la noche (2003-2004) .... Nelly
- Niña amada mía (2003) .... Casilda de Criollo ✞︎
- El manantial (2001-2002) .... Norma Morales
- Carita de ángel (2000-2001) .... Doña Cruz
- Primer amor... a mil por hora (2000-2001) .... Milagros García
- Tres mujeres (1999-2000) .... Aracely Durán
- Laberintos de pasión (1999-2000) .... Matilde de González
- Gotita de amor (1998) .... Prudencia
- La jaula de oro (1997) .... Doña Tere
- Pueblo chico, infierno grande (1997) .... Inmaculada
- La antorcha encendida (1996) .... Basilia †
- Marisol (1996) .... Doña Rosa Suárez
- El vuelo del águila (1994-1995) .... Margarita Maza de Juárez
- Carrusel de las Américas (1992)
- Mi pequeña Soledad (1990) .... Toña
- Luz y sombra (1989) .... Leticia
- Cicatrices del alma (1986) .... Hermana Refugio
- El padre Gallo (1986) .... Yolanda
- Sí, mi amor (1984) .... Alicia
- Chispita (1982) ....
- El hogar que yo robé (1981) .... Diana
- Los ricos también lloran (1979-1980) .... Virginia
- María José (1978-1979) .... Sor Teresa
- Viviana (1978-1979) .... Lupita
- Rubí (1968) .... Enfermera

## Programas
- Como dice el dicho (2011)
- ¡¡Cachún Cachún Ra Ra!! (1981-1984) .... Profesora Valladares
- Plaza Sésamo (1995-1997) .... Doña Gertrudis
- Mujeres asesinas (2008) capítulo "Jessica, tóxica".
- La rosa de Guadalupe (2009-2015)
- Mujeres de negro (2016) .... Directora del penal
- Mujer, casos de la vida real (1998-2004)

### Películas
- Pedro Navaja (1984)
- El Hombre de la mandolina (1985)
- El Hijo de Pedro Navaja (1986)
- Anoche soñé contigo (1992)
- La vida conyugal (1993)

## Teatro
- Made in Mexico (2013-2015)[2]
- Claudia me quieren volver loca (2009)[3]

## Premios y nominaciones

### Premios TVyNovelas
| Año  | Categoría            | Programa               | Resultado |
| ---- | -------------------- | ---------------------- | --------- |
| 2019 | Mejor primera actriz | Y mañana será otro día | Pendiente |

### Premios Bravo
| Año  | Categoría    | Teatro         | Resultado |
| ---- | ------------ | -------------- | --------- |
| 2013 | Mejor Actriz | Made in México | Ganadora  |

### La Agrupación de Críticos y Periodistas de Teatro (ACPT)
| Año  | Categoría                                      | Obra        | Resultado |
| ---- | ---------------------------------------------- | ----------- | --------- |
| 2014 | Mejor Actriz (Dama de la Victoria Marga López) | Made México | Ganadora  |

### Premios Ariel
| Año  | Categoría                   | Película         | Resultado |
| ---- | --------------------------- | ---------------- | --------- |
| 1994 | Mejor co-actuación femenina | La vida conyugal | Nominada  |